# Acanthopsyche tristis
Acanthopsyche tristis is een vlinder van de familie van de zakjesdragers (Psychidae). De wetenschappelijke naam van deze soort is voor het eerst voorgesteld door Antonie Johannes Theodorus Janse in een publicatie uit 1917.

## Verspreiding
De soort komt voor in Kenia en Zuid-Afrika.

## Waardplanten
De rups leeft op Asparagus sp. (Asparagaceae).